# 桑德罗·托纳利
桑德罗·托纳利（義大利語：Sandro Tonali，義大利語發音：[ˈsandro toˈnaːli]；2000年5月8日—），是一名意大利足球运动员，场上司职后腰，現效力於英超球队纽卡斯尔联，并代表意大利国家队参加国际比赛。

## 俱乐部生涯

### 布雷西亚

#### 2017–2019：征战意乙
2017年8月26日，17岁的托纳利在布雷西亚1-2客负阿维利诺的意乙比赛中替补登场，完成了职业生涯首秀。2018年4月28日，在布雷西亚2-4客负萨勒尼塔纳的意乙比赛中，托纳利在第53分钟打入了效力布雷西亚一线队以来的首粒进球。在他为“蓝白军团”征战意乙的首个赛季（2017–18）中，托纳利出场19次，打进2球，并送出了2记助攻。
在接下来的一个赛季中，托纳利与布雷西亚夺得了意乙冠军，获得了意甲的参赛资格。在这个赛季中，托纳利几乎场场首发，在球队夺冠的路上发挥了巨大的作用。

#### 2019–2020：征战意甲
2019年8月25日，19岁的托纳利在布雷西亚1-0客胜卡利亚里的比赛中首发登场，完成了个人意甲首秀。同年9月29日，在布雷西亚1-2客负那不勒斯的比赛中，托纳利在第67分钟时开出角球，助攻巴洛特利得分；在此之前，他还在禁区外重炮轰门，打入了一脚远射，但因队友比索利先对那不勒斯球员马克西莫维奇犯规而被VAR判罚进球无效。10月26日，在布雷西亚1-3客负热那亚的比赛中，托纳利打进了自己的第一粒意甲进球。布雷西亚队在比赛的第34分钟获得了一个位置不算太好的任意球机会，由托纳利来主罚。他在左路将球罚出，皮球在空中划出了一道弧线后精准吊入球门远角，帮助球队取得领先。

#### 2020–2023：租借转会至米兰
2020年9月9日，意甲豪门AC米兰宣布，托纳利从布雷西亚租借加盟球队，为期一个赛季，租借费为1000万欧元加另外1000万欧元的浮动条款，并在赛季结束后可选择用1500万欧元将他买断。球员将会在接下来的5年中获得200万欧元的年薪。3天后，AC米兰在米兰内洛训练基地与他的前东家布雷西亚进行了一场友谊赛，托纳利在第73分钟替补登场，完成了效力“红黑军团”的非正式比赛首秀。
2021年7月8日，米兰正式从布雷西亚买断托纳利，他与俱乐部签订了一份为期五年的合同。为了实现儿时转会米兰的梦想，他愿意降薪，这一举动在社交媒体上受到了球迷的赞扬。

#### 2023年至今：转会纽卡斯尔联
2023年7月3日，英超俱乐部纽卡斯尔联队宣布与托纳利签订一份为期五年的合同，费用不详。据报道，托纳利的身价约为7000万欧元，这使他成为有史以来身价最高的意大利球员。唯同年10月，他被意大利足總揭發在效力AC米蘭時有份與其他意甲球員參與博彩活動而遭到起訴。2023年10月26日，托納利因違反義大利博彩法規而被禁賽10個月。其中包括另外8個月的賭博康復和社區服務。

## 国家队生涯

### 国青队
2018年，托纳利随意大利U-19国青队打进了U-19欧锦赛的决赛，但在加时赛中3-4不敌葡萄牙U-19，屈居亚军。
2019年3月21日，在意大利U-21国青队0-0战平奥地利U-21的友谊赛中，托纳利在意大利主场的里雅斯特完成了自己的U-21国青队首秀。他也随队参加了2019年的U-21欧锦赛。

### 成年国家队
2018年11月，托纳利首次被意大利成年国家队主帅曼奇尼征召。2019年10月10日，在意大利U-21在客场0-0闷平爱尔兰U-21的U-21欧锦赛预选赛的比赛中，托纳利首发登场。第二天，他再次被意大利成年国家队征召，以参加意大利与希腊以及列支敦士登的欧洲杯预选赛。
2019年10月15日，在意大利客场5-0轻取列支敦士登的比赛中，托纳利于第74分钟替补登场，完成了成年国家队首秀。11月15日，在“蓝衣军团”客场3-0完胜波黑的比赛中，托纳利首次为成年国家队首发出场。
2024年11月14日，托納利攻入了他身披藍衣軍團球衣的首個進球，這對2024-2025年歐洲國家聯賽A客場1-0擊敗比利時起了決定性作用。

## 個人生活
2025年3月，托纳利與布雷西亚人社交媒體名流朱麗葉·帕斯托雷（Juliette Pastore）訂婚。2025年7月1日，兩人在科莫湖畔聖文森特教堂完婚，並在埃尔巴别墅設宴。

## 比赛风格
托纳利被意大利球迷及媒体广泛认为是最有天赋的新生代年轻球员之一，这名拖后组织核心经常被与意大利传奇中场皮尔洛对比 – 二人的职业生涯均在布雷西亚开始，而且他们的跑位、协调性、长相、技术能力、位置、以及比赛风格均十分相似。托纳利是一名强壮的、充满能量的、优雅的、以及富有创造力的中场，并拥有极佳的视野与极强的阅读比赛能力。他主要可以踢中前卫与在4-3-3阵型中司职拖后组织核心的后腰这两个位置，并在非常年轻时就展示出了他的成熟与个性。在为布雷西亚征战2017–18赛季意乙联赛的过程中，他出场了19次，但却可以为队友助攻2次，自己甚至还打进2球，并在比赛中传球精准，表现出色。托纳利的惯用脚是右脚，但他的两脚都具有精准的长传能力，能够轻松将球送到队友脚下。
在被与皮尔洛对比之外，托纳利自称在球场上也受到了杰拉德与莫德里奇的影响，也曾在接受采访时表示自己的比赛风格更像前AC米兰传奇中场加图索。2019年7月，他曾被欧足联评为2019–20赛季最有前途的50大年轻球员之一。

## 生涯数据

### 俱乐部
最後更新：2021年5月1日
| 俱乐部         | 赛季     | 联赛     | 联赛 | 联赛 | 意大利杯 | 意大利杯 | 欧战 | 欧战 | 合计 | 合计 |
| 俱乐部         | 赛季     | 联赛等级 | 出场 | 进球 | 出场     | 进球     | 出场 | 进球 | 出场 | 进球 |
| -------------- | -------- | -------- | ---- | ---- | -------- | -------- | ---- | ---- | ---- | ---- |
| 布雷西亚       | 2017–18  | 意乙     | 19   | 2    | 0        | 0        | —    | —    | 19   | 2    |
| 布雷西亚       | 2018–19  | 意乙     | 34   | 3    | 0        | 0        | —    | —    | 34   | 3    |
| 布雷西亚       | 2019–20  | 意甲     | 35   | 1    | 1        | 0        | —    | —    | 36   | 1    |
| 布雷西亚       | 合计     | 合计     | 88   | 6    | 1        | 0        | —    | —    | 89   | 6    |
| AC米兰（外租） | 2020–21  | 意甲     | 25   | 0    | 1        | 0        | 11   | 0    | 37   | 0    |
| 生涯合计       | 生涯合计 | 生涯合计 | 113  | 6    | 2        | 0        | 11   | 0    | 126  | 6    |

1. ↑  在欧联杯中的出场（包括预选赛）

### 国家队
最後更新：2025年6月9日
| 2019 | 3  | 0 |
| 2020 | 1  | 0 |
| 2021 | 2  | 0 |
| 2022 | 6  | 0 |
| 2023 | 3  | 0 |
| 2024 | 6  | 1 |
| 2025 | 4  | 1 |
| 合计 | 25 | 2 |

#### 國家隊進球
最後更新：2025年3月20日
| No. | 日期       | 比賽場地                           | 對手   | 比分 | 賽果 | 賽事                     |
| --- | ---------- | ---------------------------------- | ------ | ---- | ---- | ------------------------ |
| 1.  | 2024.11.14 | 比利时, 布魯塞爾, 博杜安国王体育场 | 比利时 | 1-0  | 1-0  | 2024-2025年歐洲國家聯賽A |
| 2.  | 2025.03.20 | 義大利, 米蘭, 聖西路球場           | 德国   | 1-0  | 1-2  | 2024-2025年歐洲國家聯賽A |

## 荣誉

### 俱乐部
布雷西亚
- 意乙冠军：2018–19（英语：2018–19 Brescia Calcio season）

AC米蘭
- 意大利足球甲級聯賽冠軍 : 2021-22[37]

紐卡素足球會
- 英格兰联赛盃冠军：2024–25[38]

### 国家队
意大利U19
- U-19欧锦赛亚军：2018（英语：2018 UEFA European Under-19 Championship）[16]

### 个人
- U-19欧锦赛赛事最佳阵容（英语：2018 UEFA European Under-19 Championship）：2018（英语：2018 UEFA European Under-19 Championship）[39]
- 意乙年度最佳球员（英语：Serie B Footballer of the Year）：2018[40]
- 意乙年度最佳年轻球员：2019[41]
- 意大利金童奖：2020